# Holymoorside
 (mars 2023).
Holymoorside est un village du Derbyshire, en Angleterre.